# Topolyne
Topolyne  (ucraniano: Тополине) es una localidad del Raión de Bolhrad en el Óblast de Odesa de Ucrania. Según el censo de 2023, tiene una población de 400 habitantes.